# 沃利亞-布拉日夫西卡
49°23′48″N 23°7′42″E / 49.39667°N 23.12833°E
沃利亞-布拉日夫西卡（烏克蘭語：Воля-Блажівська），是烏克蘭西部的村莊，隸屬利維夫州的桑比爾區。該村始建於1441年，面積10平方公里，海拔高度392米，2001年人口498，人口密度每平方公里50人。